# Jan Laenen
Jan Edmond Laenen, ook bekend als Edmond Laenen, (Nijlen, 22 januari 1893 - 6 juni 1980) was een Belgisch diamantslijper en politicus voor het Katholiek Verbond van België.

## Levensloop
Hij was een zoon van Hendrik Laenen (1864-1940) en van Amelia Schuermans (1863-1952). Hij trouwde met Eugenia Claes (1887-1940) en ze hadden zeven kinderen.
Van beroep was hij diamantslijper. Hij dreef handel in Nijlen.
In 1929 werd hij verkozen tot katholiek volksvertegenwoordiger voor het arrondissement Mechelen en bleef dit tot in 1932. In 1936 werd hij opnieuw verkozen en vervulde dit mandaat tot in 1939.